# Troy Pierce
Troy Pierce (Muncie, 1970) è un disc jockey statunitense.

## Carriera musicale
Troy nasce in una piccola cittadina di Muncie nell'Indiana, città a quattro ore di macchina da Chicago e Detroit, dalla quale ha assorbito lo stile techno che proliferava nella zona in quegli anni. Nel 2001 conosce Magda, la quale gli presente Marc Houle e tra i tre nasce una ottima intesa, tanto che nel 2003 debuttano con il progetto "Run Stop Restore". Troy si trasferisce a Berlino, individuando nella Germania una ottima cornice per la scena techno-minimale. Il suo debutto discografico da solista avviene con Restore (2004), album che unisce al minimalismo una sensibilità melodica ed influenze che vanno dall'acid house al techno-pop anni '80.

## Discografia
1. Run Stop Restore, The Geometry E.P., Minus, 2004
2. Run Stop Restore, Post Office # 2, Telegraph – Compilation, 2004
3. Troy Pierce, Master of slack E.P., Textone, 2004
4. Louderbach, To begin E.P., Underline, 2004
5. Slacknoise, Ana – tak (RMX), Minus, 2004
6. Run Stop Restore, Beat That Bitch/Perculator, Minus, 2004
7. Troy Pierce, Liebe ist cool (remix), Electric Avenue, 2004
8. Bern, No More Wars (Louderbach remix), Underline, 2004
9. Troy Pierce, Mo‘ s Ferry Productions, Compilation, 2004
10. Slacknoise, Permanent Marker, Minimize to Maximise Compilation, Minus, 2005
11. Run Stop Restore, Gateways and Galaxies, Minimize to Maximise Compilation, Minus, 2005
12. V/A, Wanda‘s wig wax – (Louderbach remix), Underline 003, 2005
13. Butane, Sound of the Digidown (Troy Pierce remix), Alphahouse, 2005
14. Butane, This is 01 (Run Stop Restore remix), Alphahouse, 2005
15. Troy Pierce, Red Velvet Lines (Black Box) E.P., Mo‘s ferry Production, 2005
16. Troy Pierce, Red Velvet Lines (Black Box) E.P. (Run Stop Restore remix), Mo‘s ferry Production, 2005
17. Troy Pierce, Run E.P., Minus, 2005
18. Louderbach, Black Mirror E.P., Underline, 2005
19. Troy Pierce, Ellen Alien, My Body is Your Body (Troy Pierce remix), B-pitch, 2005
20. Louderbach, Enemy Love L.P.,Underline, 2006
21. Donnacha Costello, Bear Bounces Back (Troy Pierce remix), Minimise, 2006
22. The Knife, Silent Shout (Troy Pierce remix), Rabid, 2006
23. Chelonis R. Jones, Dear in the Headlights (Troy Pierce remix), Get Physical, 2006
24. Booka Shade, Mandarin Girl (Troy Pierce (with Konrad Black & Heartthrob) remix), Get Physical, 2006
25. Kiko Barba, Esperan2 (Troy Pierce remix), Esperanza, 2006
26. Lawrence, Along the Wire(Troy Pierce remix), Ladomat, 2006
27. C.B. Funk, Ralley San Francisco (Troy Pierce remix), Punkt Music, 2006
28. Northern Lite, Cocaine (Troy Pierce remix), 1st decade, 2006
29. Brian Anyurism, Versuchung (Troy Pierce remix), Intrinsic Design, 2006
30. Troy Pierce, 25 Bitches Vol I & II, Minus, 2006
31. Tiga, 3 Weeks (Troy Pierce move until you leave mix), Different, 2006
32. Troy Pierce, Gone Astray, 2007
33. Louderbach, Autumn, 2009